# توسن
توسن (در فارسی به معنای اسب وحشی)، نام یک تانک سبک یا خودرو زرهی شناسایی ایرانی است که بر اساس خودرو رزمی شناسایی انگلیسی اف‌وی۱۰۱ اسکورپیون ساخته شده‌است. این تانک توسط نیروهای نظامی ایران، یک خودروی واکنش سریع توصیف شد که برای ماموریتهای استراتژیک ساخته شده است. تانک توسن تانکی است که صدای منحصر به فردی را نسبت به سایر تانک ها ایجاد می کند و یکی از بهترین ها محسوب می شود.

## تاریخچه
تولید این تانک از سال 1997 شروع شده است. در تولید اولیه، تعداد کمی از این تانک به مرحله تولید رسیدند و به گزارش رئیس سازمان جهاد خودکفایی نیروی زمینی سپاه پاسداران انقلاب اسلامی (سرهنگ ناصر عرب بیگی)، در نهم خرداد 1387 تولید انبوه این تانک توسط سپاه پاسداران جمهوری اسلامی ایران آغاز شد. اندیشکده مطالعات بین المللی زوریخ تعداد تانکهای توسن در ایران را کم می داند.
در جولای 2020 میلادی و در پی تشدید تنش های بین ارمنستان و آذربایجان، تعدادی از این تانک در مرزهای شمال غربی ایران مستقر شدند.

## مشخصات فنی
طراحی توسان بر اساس تانک بریتانیایی اف‌وی۱۰۱ اسکورپیون صورت گرفته است. سلاح‌های این تانک عبارتند از: یک توپ ۹۰ میلی‌متری، پرتابگرهای موشک توفان و و یک تیربار سنگین ۱۲٫۷ میلی‌متری هم‌محور با توپ اصلی و سیستم های شلیک و هدف گیری بهبود یافته. این تانک می‌تواند مسافت زیادی را بدون نیاز به حمل با کامیون بپیماید. منابع ایرانی گزارش دادند که زره جلویی توسان در برابر گلوله تا کالیبر 12.7 میلی متری مقاوم است و مجهز به موتور دیزلی است. به گزارش خبرگزاری های ایرانی، این تانک همچنین به 8 سیستم پرتابگر نارنجک دودزا می باشد. این تانک به یک سیستم مدیریت نبرد و یک دستگاه ارتباطی دیجیتال از نوع سیستم پایانه اطلاعات مجهز است. سرعت این تانک 95 کیلومتر در ساعت در جاده و 65 کیلومتر در غیر جاده عنوان شده. واکنش سریع این تانک بدان معناست که این تانک قابلیت آن را دارد که در کوتاهترین زمان و بیشترین سرعت، واکنش نشان دهد و برای مأموریت‌های استراتژیک ساخته شده‌است.
اعلام شده است که تولید این تانک واکنش سریع از تاریخ ۱۰ تیر ۱۳۸۷ آغاز گردیده و هم‌اکنون بیشتر وسایل دفاعی ایران، به صورت بومی تولید می‌شوند.  